# Tianjin (stacja kolejowa)
Tianjin – stacja kolejowa w Tianjin, w Chinach. Znajduje się tu 6 peronów.